# Antharmostes
Antharmostes là một chi bướm đêm thuộc họ Geometridae.